# Top 10 v National Hockey League
Toto jsou historické tabulky hráčů NHL Kanady, USA, Švédska, Finska, Ruska, Česka a Slovenska. Tučně jsou označení hráči, kteří jsou v sezóně 2022/2023 aktívní v NHL. Aktualizace po sezoně 2024/2025
- Zdroj =

## Kanada

### Nejlepší střelci - základní část
Kanada
| Pořadí | Hráč             | Počet branek |
| ------ | ---------------- | ------------ |
| 1.     | Wayne Gretzky    | 894          |
| 2.     | Gordie Howe      | 801          |
| 3.     | Marcel Dionne    | 731          |
| 4.     | Phil Esposito    | 717          |
| 5.     | Mike Gartner     | 708          |
| 6.     | Mark Messier     | 694          |
| 7.     | Steve Yzerman    | 692          |
| 8.     | Mario Lemieux    | 690          |
| 9.     | Luc Robitaille   | 668          |
| 10.    | Brendan Shanahan | 656          |

### Nejlepší asistenti - základní část
Kanada
| Pořadí | Hráč          | Počet asistencí |
| ------ | ------------- | --------------- |
| 1.     | Wayne Gretzky | 1963            |
| 2.     | Ron Francis   | 1249            |
| 3.     | Mark Messier  | 1193            |
| 4.     | Ray Bourque   | 1169            |
| 5.     | Paul Coffey   | 1135            |
| 6.     | Joe Thornton  | 1109            |
| 7.     | Adam Oates    | 1079            |
| 8.     | Steve Yzerman | 1063            |
| 9.     | Sidney Crosby | 1062            |
| 10.    | Gordie Howe   | 1049            |

### Nejlepší v kanadském bodování - základní část
Kanada
| Pořadí | Hráč          | Počet KB |
| ------ | ------------- | -------- |
| 1.     | Wayne Gretzky | 2857     |
| 2.     | Mark Messier  | 1887     |
| 3.     | Gordie Howe   | 1850     |
| 4.     | Ron Francis   | 1798     |
| 5.     | Marcel Dionne | 1771     |
| 6.     | Steve Yzerman | 1755     |
| 7.     | Mario Lemieux | 1723     |
| 8.     | Sidney Crosby | 1687     |
| 9.     | Joe Sakic     | 1641     |
| 10.    | Phil Esposito | 1590     |

### Nejlepší střelci - playoff
Kanada
| Pořadí | Hráč            | Počet branek |
| ------ | --------------- | ------------ |
| 1.     | Wayne Gretzky   | 122          |
| 2.     | Mark Messier    | 109          |
| 3.     | Glenn Anderson  | 93           |
| 4.     | Mike Bossy      | 85           |
| 5.     | Joe Sakic       | 84           |
| 6.     | Maurice Richard | 82           |
| 7.     | Claude Lemieux  | 80           |
| 8.     | Jean Béliveau   | 79           |
| 9.     | Mario Lemieux   | 76           |
| 10.    | Dino Ciccarelli | 73           |

### Nejlepší asistenti - playoff
Kanada
| Pořadí | Hráč           | Počet asistencí |
| ------ | -------------- | --------------- |
| 1.     | Wayne Gretzky  | 260             |
| 2.     | Mark Messier   | 186             |
| 3.     | Ray Bourque    | 139             |
| 4.     | Paul Coffey    | 137             |
| 5.     | Sidney Crosby  | 130             |
| 6.     | Doug Gilmour   | 128             |
| 7.     | Glenn Anderson | 121             |
| 8.     | Al MacInnis    | 121             |
| 9.     | Larry Robinson | 116             |
| 10.    | Steve Yzerman  | 115             |

### Nejlepší v kanadském bodování - playoff
Kanada
| Pořadí | Hráč           | Počet KB |
| ------ | -------------- | -------- |
| 1.     | Wayne Gretzky  | 382      |
| 2.     | Mark Messier   | 295      |
| 3.     | Glenn Anderson | 214      |
| 4.     | Sidney Crosby  | 201      |
| 5.     | Paul Coffey    | 196      |
| 6.     | Joe Sakic      | 188      |
| 7.     | Doug Gilmour   | 188      |
| 8.     | Steve Yzerman  | 185      |
| 9.     | Bryan Trottier | 184      |
| 10.    | Ray Bourque    | 180      |

## USA

### Nejlepší střelci - základní část
USA
| Pořadí | Hráč           | Počet branek |
| ------ | -------------- | ------------ |
| 1.     | Brett Hull     | 741          |
| 2.     | Mike Modano    | 561          |
| 3.     | Keith Tkachuk  | 538          |
| 4.     | Jeremy Roenick | 513          |
| 5.     | Joe Mullen     | 502          |
| 6.     | Patrick Kane   | 492          |
| 7.     | Joe Pavelski   | 476          |
| 8.     | Pat LaFontaine | 468          |
| 9.     | Zach Parise    | 434          |
| 10.    | Bill Guerin    | 429          |

### Nejlepší asistenti - základní část
USA
| Pořadí | Hráč           | Počet asistencí |
| ------ | -------------- | --------------- |
| 1.     | Phil Housley   | 894             |
| 2.     | Patrick Kane   | 851             |
| 3.     | Mike Modano    | 813             |
| 4.     | Brian Leetch   | 781             |
| 5.     | Chris Chelios  | 763             |
| 6.     | Doug Weight    | 755             |
| 7.     | Jeremy Roenick | 703             |
| 8.     | Brett Hull     | 650             |
| 9.     | Gary Suter     | 641             |
| 10.    | Neal Broten    | 634             |

### Nejlepší v kanadském bodování - základní část
USA
| Pořadí | Hráč           | Počet KB |
| ------ | -------------- | -------- |
| 1.     | Brett Hull     | 1391     |
| 2.     | Mike Modano    | 1374     |
| 3.     | Patrick Kane   | 1343     |
| 4.     | Phil Housley   | 1232     |
| 5.     | Jeremy Roenick | 1216     |
| 6.     | Joe Pavelski   | 1068     |
| 7.     | Keith Tkachuk  | 1065     |
| 8.     | Joe Mullen     | 1063     |
| 9.     | Doug Weight    | 1033     |
| 10.    | Brian Leetch   | 1028     |

### Nejlepší střelci - playoff
USA
| Pořadí | Hráč           | Počet branek |
| ------ | -------------- | ------------ |
| 1.     | Brett Hull     | 103          |
| 2.     | Joe Pavelski   | 64           |
| 3.     | Joe Mullen     | 60           |
| 4.     | Mike Modano    | 58           |
| 5.     | Patrick Kane   | 53           |
| 6.     | Jeremy Roenick | 53           |
| 7.     | Chris Kreider  | 48           |
| 8.     | Chris Drury    | 47           |
| 9.     | Kevin Stevens  | 46           |
| 10.    | Scott Young    | 44           |

### Nejlepší asistenti - playoff
USA
| Pořadí | Hráč           | Počet asistencí |
| ------ | -------------- | --------------- |
| 1.     | Chris Chelios  | 113             |
| 2.     | Mike Modano    | 88              |
| 3.     | Brett Hull     | 87              |
| 4.     | Craig Janney   | 86              |
| 5.     | Patrick Kane   | 85              |
| 6.     | Scott Gomez    | 72              |
| 7.     | Brian Rafalski | 71              |
| 8.     | Brian Leetch   | 70              |
| 9.     | Jeremy Roenick | 69              |
| 10.    | Joe Pavelski   | 69              |

### Nejlepší v kanadském bodování - playoff
USA
| Pořadí | Hráč           | Počet KB |
| ------ | -------------- | -------- |
| 1.     | Brett Hull     | 190      |
| 2.     | Mike Modano    | 146      |
| 3.     | Chris Chelios  | 144      |
| 4.     | Joe Pavelski   | 143      |
| 5.     | Patrick Kane   | 138      |
| 6.     | Jeremy Roenick | 122      |
| 7.     | Craig Janney   | 110      |
| 8.     | Joe Mullen     | 106      |
| 9.     | Kevin Stevens  | 106      |
| 10.    | Scott Gomez    | 101      |

## Rusko

### Nejlepší střelci
Rusko
| Pořadí | Hráč              | Počet branek |
| ------ | ----------------- | ------------ |
| 1.     | Alexandr Ovečkin  | 897          |
| 2.     | Jevgenij Malkin   | 514          |
| 3.     | Sergej Fjodorov   | 483          |
| 4.     | Alexandr Mogilnyj | 473          |
| 5.     | Ilja Kovalčuk     | 443          |
| 6.     | Pavel Bure        | 437          |
| 7.     | Alexej Kovaljov   | 430          |
| 8.     | Nikita Kučerov    | 357          |
| 9.     | Vjačeslav Kozlov  | 356          |
| 10.    | Alexej Jašin      | 337          |

### Nejlepší asistenti
Rusko
| Pořadí | Hráč              | Počet asistencí |
| ------ | ----------------- | --------------- |
| 1.     | Jevgenij Malkin   | 832             |
| 2.     | Alexandr Ovečkin  | 726             |
| 3.     | Sergej Fjodorov   | 696             |
| 4.     | Nikita Kučerov    | 637             |
| 5.     | Sergej Zubov      | 619             |
| 6.     | Pavel Dacjuk      | 604             |
| 7.     | Alexej Kovaljov   | 599             |
| 8.     | Sergej Gončar     | 591             |
| 9.     | Artěmij Panarin   | 568             |
| 10.    | Alexandr Mogilnyj | 559             |

### Nejlepší v kanadském bodování
Rusko
| Pořadí | Hráč              | Počet KB |
| ------ | ----------------- | -------- |
| 1.     | Alexandr Ovečkin  | 1623     |
| 2.     | Jevgenij Malkin   | 1346     |
| 3.     | Sergej Fjodorov   | 1179     |
| 4.     | Alexandr Mogilnyj | 1032     |
| 5.     | Alexej Kovaljov   | 1029     |
| 6.     | Nikita Kučerov    | 994      |
| 7.     | Pavel Dacjuk      | 918      |
| 8.     | Ilja Kovalčuk     | 876      |
| 9.     | Artěmij Panarin   | 870      |
| 10.    | Vjačeslav Kozlov  | 853      |

### Nejlepší střelci - playoff
Rusko
| Pořadí | Hráč               | Počet branek |
| ------ | ------------------ | ------------ |
| 1.     | Alexandr Ovečkin   | 77           |
| 2.     | Jevgenij Malkin    | 67           |
| 3.     | Nikita Kučerov     | 53           |
| 4.     | Sergej Fjodorov    | 52           |
| 5.     | Vladimir Tarasenko | 49           |
| 6.     | Alexej Kovaljov    | 45           |
| 7.     | Pavel Dacjuk       | 42           |
| 8.     | Vjačeslav Kozlov   | 42           |
| 9.     | Alexandr Mogilnyj  | 39           |
| 10.    | Pavel Bure         | 35           |

### Nejlepší asistenti - playoff
Rusko
| Pořadí | Hráč              | Počet asistencí |
| ------ | ----------------- | --------------- |
| 1.     | Sergej Fjodorov   | 124             |
| 2.     | Nikita Kučerov    | 118             |
| 3.     | Jevgenij Malkin   | 113             |
| 4.     | Sergej Zubov      | 93              |
| 5.     | Pavel Dacjuk      | 71              |
| 6.     | Alexandr Ovečkin  | 70              |
| 7.     | Sergej Gončar     | 68              |
| 8.     | Igor Larionov     | 67              |
| 9.     | Alexej Kovaljov   | 55              |
| 10.    | Alexandr Mogilnyj | 47              |

### Nejlepší v kanadském bodování - playoff
Rusko
| Pořadí | Hráč              | Počet KB |
| ------ | ----------------- | -------- |
| 1.     | Jevgenij Malkin   | 180      |
| 2.     | Sergej Fjodorov   | 176      |
| 3.     | Nikita Kučerov    | 171      |
| 4.     | Alexandr Ovečkin  | 147      |
| 5.     | Sergej Zubov      | 117      |
| 6.     | Pavel Dacjuk      | 113      |
| 7.     | Alexej Kovaljov   | 100      |
| 8.     | Igor Larionov     | 97       |
| 9.     | Sergej Gončar     | 90       |
| 10.    | Alexandr Mogilnyj | 86       |

## Švédsko

### Nejlepší střelci
Švédsko
| Pořadí | Hráč              | Počet branek |
| ------ | ----------------- | ------------ |
| 1.     | Mats Sundin       | 564          |
| 2.     | Daniel Alfredsson | 444          |
| 3.     | Markus Näslund    | 395          |
| 4.     | Tomas Sandström   | 394          |
| 5.     | Daniel Sedin      | 393          |
| 6.     | Henrik Zetterberg | 337          |
| 7.     | Filip Forsberg    | 318          |
| 8.     | Mika Zibanejad    | 314          |
| 9.     | Ulf Dahlén        | 301          |
| 10.    | Nicklas Bäckström | 271          |

### Nejlepší asistenti
Švédsko
| Pořadí | Hráč              | Počet asistencí |
| ------ | ----------------- | --------------- |
| 1.     | Nicklas Lidström  | 878             |
| 2.     | Henrik Sedin      | 830             |
| 3.     | Mats Sundin       | 785             |
| 4.     | Nicklas Bäckström | 762             |
| 5.     | Daniel Alfredsson | 713             |
| 6.     | Erik Karlsson     | 670             |
| 7.     | Daniel Sedin      | 648             |
| 8.     | Börje Salming     | 637             |
| 9.     | Peter Forsberg    | 636             |
| 10.    | Henrik Zetterberg | 623             |

### Nejlepší v kanadském bodování
Švédsko
| Pořadí | Hráč              | Počet KB |
| ------ | ----------------- | -------- |
| 1.     | Mats Sundin       | 1349     |
| 2.     | Daniel Alfredsson | 1157     |
| 3.     | Nicklas Lidström  | 1142     |
| 4.     | Henrik Sedin      | 1070     |
| 5.     | Daniel Sedin      | 1041     |
| 6.     | Nicklas Bäckström | 1033     |
| 7.     | Henrik Zetterberg | 960      |
| 8.     | Peter Forsberg    | 885      |
| 9.     | Erik Karlsson     | 879      |
| 10.    | Markus Näslund    | 869      |

### Nejlepší střelci - playoff
Švédsko
| Pořadí | Hráč              | Počet branek |
| ------ | ----------------- | ------------ |
| 1.     | Peter Forsberg    | 64           |
| 2.     | Henrik Zetterberg | 57           |
| 3.     | Nicklas Lidström  | 54           |
| 4.     | Daniel Alfredsson | 51           |
| 5.     | Tomas Holmström   | 46           |
| 6.     | Johan Franzén     | 42           |
| 7.     | Nicklas Bäckström | 38           |
| 8.     | Mats Sundin       | 38           |
| 9.     | Mats Näslund      | 35           |
| 10.    | William Karlsson  | 33           |

### Nejlepší asistenti - playoff
Švédsko
| Pořadí | Hráč              | Počet asistencí |
| ------ | ----------------- | --------------- |
| 1.     | Nicklas Lidström  | 129             |
| 2.     | Peter Forsberg    | 107             |
| 3.     | Victor Hedman     | 97              |
| 4.     | Nicklas Bäckström | 76              |
| 5.     | Henrik Zetterberg | 63              |
| 6.     | Mats Näslund      | 57              |
| 7.     | Henrik Sedin      | 55              |
| 8.     | Tomas Holmström   | 51              |
| 9.     | Stefan Persson    | 50              |
| 10.    | Daniel Alfredsson | 49              |

### Nejlepší v kanadském bodování - playoff
Švédsko
| Pořadí | Hráč              | Počet KB |
| ------ | ----------------- | -------- |
| 1.     | Nicklas Lidström  | 183      |
| 2.     | Peter Forsberg    | 171      |
| 3.     | Victor Hedman     | 120      |
| 4.     | Henrik Zetterberg | 120      |
| 5.     | Nicklas Bäckström | 114      |
| 6.     | Daniel Alfredsson | 100      |
| 7.     | Tomas Holmström   | 97       |
| 8.     | Mats Näslund      | 92       |
| 9.     | Mats Sundin       | 82       |
| 10.    | Johan Franzén     | 81       |

## Finsko

### Nejlepší střelci
Finsko
| Pořadí | Hráč              | Počet branek |
| ------ | ----------------- | ------------ |
| 1.     | Teemu Selänne     | 684          |
| 2.     | Jari Kurri        | 601          |
| 3.     | Olli Jokinen      | 321          |
| 4.     | Mikko Rantanen    | 294          |
| 5.     | Aleksander Barkov | 286          |
| 6.     | Sebastian Aho     | 283          |
| 7.     | Saku Koivu        | 255          |
| 8.     | Esa Tikkanen      | 244          |
| 9.     | Jere Lehtinen     | 243          |
| 10.    | Patrik Laine      | 224          |

### Nejlepší asistenti
Finsko
| Pořadí | Hráč              | Počet asistencí |
| ------ | ----------------- | --------------- |
| 1.     | Jari Kurri        | 797             |
| 2.     | Teemu Selänne     | 773             |
| 3.     | Saku Koivu        | 577             |
| 4.     | Teppo Numminen    | 520             |
| 5.     | Mikko Koivu       | 505             |
| 6.     | Aleksander Barkov | 496             |
| 7.     | Kimmo Timonen     | 454             |
| 8.     | Mikael Granlund   | 431             |
| 9.     | Olli Jokinen      | 429             |
| 10.    | Mikko Rantanen    | 411             |

### Nejlepší v kanadském bodování
Finsko
| Pořadí | Hráč              | Počet KB |
| ------ | ----------------- | -------- |
| 1.     | Teemu Selänne     | 1457     |
| 2.     | Jari Kurri        | 1398     |
| 3.     | Saku Koivu        | 832      |
| 4.     | Aleksander Barkov | 782      |
| 5.     | Olli Jokinen      | 750      |
| 6.     | Mikko Koivu       | 711      |
| 7.     | Mikko Rantanen    | 705      |
| 8.     | Teppo Numminen    | 637      |
| 9.     | Sebastian Aho     | 631      |
| 10.    | Esa Tikkanen      | 630      |

### Nejlepší střelci - playoff
Finsko
| Pořadí | Hráč              | Počet branek |
| ------ | ----------------- | ------------ |
| 1.     | Jari Kurri        | 106          |
| 2.     | Esa Tikkanen      | 71           |
| 3.     | Teemu Selänne     | 44           |
| 4.     | Mikko Rantanen    | 43           |
| 5.     | Sebastian Aho     | 34           |
| 6.     | Roope Hintz       | 27           |
| 7.     | Jere Lehtinen     | 27           |
| 8.     | Artturi Lehkonen  | 26           |
| 9.     | Aleksander Barkov | 25           |
| 10.    | Valtteri Filppula | 25           |

### Nejlepší asistenti - playoff
Finsko
| Pořadí | Hráč              | Počet asistencí |
| ------ | ----------------- | --------------- |
| 1.     | Jari Kurri        | 127             |
| 2.     | Mikko Rantanen    | 80              |
| 3.     | Esa Tikkanen      | 61              |
| 4.     | Valtteri Filppula | 61              |
| 5.     | Aleksander Barkov | 56              |
| 6.     | Sebastian Aho     | 51              |
| 7.     | Miro Heiskanen    | 48              |
| 8.     | Teemu Selänne     | 44              |
| 9.     | Roope Hintz       | 42              |
| 10.    | Saku Koivu        | 41              |

### Nejlepší v kanadském bodování - playoff
Finsko
| Pořadí | Hráč              | Počet KB |
| ------ | ----------------- | -------- |
| 1.     | Jari Kurri        | 233      |
| 2.     | Esa Tikkanen      | 132      |
| 3.     | Mikko Rantanen    | 123      |
| 4.     | Teemu Selänne     | 88       |
| 5.     | Valtteri Filppula | 86       |
| 6.     | Sebastian Aho     | 85       |
| 7.     | Aleksander Barkov | 81       |
| 8.     | Roope Hintz       | 69       |
| 9.     | Miro Heiskanen    | 65       |
| 10.    | Saku Koivu        | 59       |

## Česko

### Nejlepší střelci
Česko
| Pořadí | Hráč           | Počet branek |
| ------ | -------------- | ------------ |
| 1.     | Jaromír Jágr   | 766          |
| 2.     | Patrik Eliáš   | 408          |
| 3.     | David Pastrňák | 391          |
| 4.     | Milan Hejduk   | 375          |
| 5.     | Bobby Holík    | 326          |
| 6.     | Petr Sýkora    | 323          |
| 7.     | Petr Klíma     | 313          |
| 8.     | Petr Nedvěd    | 310          |
| 9.     | Radim Vrbata   | 284          |
| 10.    | Robert Lang    | 261          |

### Nejlepší asistenti
Česko
| Pořadí | Hráč           | Počet asistencí |
| ------ | -------------- | --------------- |
| 1.     | Jaromír Jágr   | 1155            |
| 2.     | Patrik Eliáš   | 617             |
| 3.     | Jakub Voráček  | 583             |
| 4.     | David Krejčí   | 555             |
| 5.     | Václav Prospal | 510             |
| 6.     | Roman Hamrlík  | 483             |
| 7.     | Tomáš Kaberle  | 476             |
| 8.     | Martin Straka  | 460             |
| 9.     | David Pastrňák | 442             |
| 10.    | Robert Lang    | 442             |

### Nejlepší v kanadském bodování
Česko
| Pořadí | Hráč           | Počet KB |
| ------ | -------------- | -------- |
| 1.     | Jaromír Jágr   | 1921     |
| 2.     | Patrik Eliáš   | 1025     |
| 3.     | David Pastrňák | 833      |
| 4.     | Jakub Voráček  | 806      |
| 5.     | Milan Hejduk   | 805      |
| 6.     | Václav Prospal | 765      |
| 7.     | Bobby Holík    | 747      |
| 8.     | David Krejčí   | 738      |
| 9.     | Petr Sýkora    | 721      |
| 10.    | Petr Nedvěd    | 717      |

### Nejlepší střelci - playoff
Česko
| Pořadí | Hráč           | Počet branek |
| ------ | -------------- | ------------ |
| 1.     | Jaromír Jágr   | 78           |
| 2.     | Ondřej Palát   | 51           |
| 3.     | Patrik Eliáš   | 45           |
| 4.     | David Krejčí   | 43           |
| 5.     | David Pastrňák | 39           |
| 6.     | Milan Hejduk   | 34           |
| 7.     | Petr Sýkora    | 34           |
| 8.     | Petr Klíma     | 28           |
| 9.     | Tomáš Hertl    | 28           |
| 10.    | Martin Straka  | 26           |

### Nejlepší asistenti - playoff
Česko
| Pořadí | Hráč           | Počet asistencí |
| ------ | -------------- | --------------- |
| 1.     | Jaromír Jágr   | 123             |
| 2.     | David Krejčí   | 82              |
| 3.     | Patrik Eliáš   | 80              |
| 4.     | Ondřej Palát   | 52              |
| 5.     | David Pastrňák | 48              |
| 6.     | Petr Svoboda   | 45              |
| 7.     | Martin Straka  | 44              |
| 8.     | Milan Hejduk   | 42              |
| 9.     | Petr Sýkora    | 40              |
| 10.    | Bobby Holík    | 39              |

### Nejlepší v kanadském bodování - playoff
Česko
| Pořadí | Hráč           | Počet KB |
| ------ | -------------- | -------- |
| 1.     | Jaromír Jágr   | 201      |
| 2.     | David Krejčí   | 128      |
| 3.     | Patrik Eliáš   | 125      |
| 4.     | Ondřej Palát   | 103      |
| 5.     | David Pastrňák | 87       |
| 6.     | Milan Hejduk   | 76       |
| 7.     | Petr Sýkora    | 74       |
| 8.     | Martin Straka  | 70       |
| 9.     | Bobby Holík    | 59       |
| 10.    | Michal Pivoňka | 55       |

## Slovensko

### Nejlepší střelci
Slovensko
| Pořadí | Hráč           | Počet branek |
| ------ | -------------- | ------------ |
| 1.     | Marián Hossa   | 525          |
| 2.     | Peter Bondra   | 503          |
| 3.     | Peter Šťastný  | 450          |
| 4.     | Marián Gáborík | 407          |
| 5.     | Miroslav Šatan | 363          |
| 6.     | Žigmund Pálffy | 329          |
| 7.     | Pavol Demitra  | 304          |
| 8.     | Anton Šťastný  | 252          |
| 9.     | Tomáš Tatar    | 227          |
| 10.    | Zdeno Chára    | 209          |

### Nejlepší asistenti
Slovensko
| Pořadí | Hráč           | Počet asistencí |
| ------ | -------------- | --------------- |
| 1.     | Peter Šťastný  | 789             |
| 2.     | Marián Hossa   | 609             |
| 3.     | Jozef Stümpel  | 481             |
| 4.     | Zdeno Chára    | 471             |
| 5.     | Pavol Demitra  | 464             |
| 6.     | Marián Gáborík | 408             |
| 7.     | Peter Bondra   | 389             |
| 8.     | Žigmund Pálffy | 384             |
| 9.     | Anton Šťastný  | 384             |
| 10.    | Miroslav Šatan | 372             |

### Nejlepší v kanadském bodování
Slovensko
| Pořadí | Hráč           | Počet KB |
| ------ | -------------- | -------- |
| 1.     | Peter Šťastný  | 1239     |
| 2.     | Marián Hossa   | 1134     |
| 3.     | Peter Bondra   | 892      |
| 4.     | Marián Gáborík | 815      |
| 5.     | Pavol Demitra  | 768      |
| 6.     | Miroslav Šatan | 735      |
| 7.     | Žigmund Pálffy | 713      |
| 8.     | Zdeno Chára    | 680      |
| 9.     | Jozef Stümpel  | 677      |
| 10.    | Anton Šťastný  | 636      |

### Nejlepší střelci - playoff
Slovensko
| Pořadí | Hráč           | Počet branek |
| ------ | -------------- | ------------ |
| 1.     | Marián Hossa   | 52           |
| 2.     | Peter Šťastný  | 33           |
| 3.     | Marián Gáborík | 32           |
| 4.     | Peter Bondra   | 30           |
| 5.     | Pavol Demitra  | 23           |
| 6.     | Miroslav Šatan | 21           |
| 7.     | Anton Šťastný  | 20           |
| 8.     | Zdeno Chára    | 18           |
| 9.     | Michal Handzuš | 16           |
| 10.    | Richard Zedník | 16           |

### Nejlepší asistenti - playoff
Slovensko
| Pořadí | Hráč           | Počet asistencí |
| ------ | -------------- | --------------- |
| 1.     | Marián Hossa   | 97              |
| 2.     | Peter Šťastný  | 72              |
| 3.     | Zdeno Chára    | 52              |
| 4.     | Pavol Demitra  | 36              |
| 5.     | Miroslav Šatan | 33              |
| 6.     | Anton Šťastný  | 32              |
| 7.     | Michal Handzuš | 30              |
| 8.     | Marián Gáborík | 26              |
| 9.     | Peter Bondra   | 26              |
| 10.    | Jozef Stümpel  | 24              |

### Nejlepší v kanadském bodování - playoff
Slovensko
| Pořadí | Hráč           | Počet KB |
| ------ | -------------- | -------- |
| 1.     | Marián Hossa   | 149      |
| 2.     | Peter Šťastný  | 105      |
| 3.     | Zdeno Chára    | 70       |
| 4.     | Pavol Demitra  | 59       |
| 5.     | Marián Gáborík | 58       |
| 6.     | Peter Bondra   | 56       |
| 7.     | Miroslav Šatan | 54       |
| 8.     | Anton Šťastný  | 52       |
| 9.     | Michal Handzuš | 46       |
| 10.    | Jozef Stümpel  | 30       |